# Kurija župnog dvora u Vrbovcu
Kurija župnog dvora je zgrada župnog ureda u gradu Vrbovec, zaštićeno kulturno dobro.

## Opis dobra
Kurija župnog dvora sagrađena je 1819. godine donacijom grofice Eleonore Patačić u baroknoj tradiciji uz vidljiv utjecaj klasicističkog oblikovanja. Jednokatnica pravokutnog tlocrta s podrumom ima svođene prostorije prizemlja raspoređene uz središnji hodnik, dok prostorije kata imaju strop. Djelomično je sačuvana oprema i elementi dekoracije interijera.

## Zaštita
Pod oznakom Z-2352 zavedena je kao nepokretno kulturno dobro - pojedinačno, pravna statusa zaštićena kulturnog dobra, klasificirano kao "profana graditeljska baština".